# جورج هيدلي
جورج هيدلي (بالإنجليزية: George Headley)‏ (و. 1909 – 1983 م) هو لاعب كريكت جامايكي، ولد في كولون، بنما، توفي في كينغستون، عن عمر يناهز 74 عاماً.

## جوائز
حصل على جوائز منها:
- لاعب كريكت ويسدن للسنة  [لغات أخرى]‏
- نيشان الامتياز
- عضو رتبة الإمبراطورية البريطانية